# Floresta Nacional Krahn-Bassa
A Floresta Nacional Krahn-Bassa é uma área de conservação localizada no condado de Sinoe, no sudeste da Libéria.